# Герменчик (Дагестан)
Герменчик (кум. Герменчик-отар/Герменчик-тёбе) — село в Бабаюртовском районе Дагестана.
Образует сельское поселение село Герменчик как единственный населённый пункт в его составе.

## География
Селение расположено в южной части Бабаюртовского района, в 8 км к юго-западу от районного центра — Бабаюрт и в 88 км к северо-западу от Махачкалы. Вдоль села проходит автотрасса Хасавюрт-Бабаюрт. К востоку от села расположена железнодорожная станция Герменчик.
Граничит с землями населённых пунктов: Бабаюрт на северо-востоке, Айбала на востоке, Бутуш на юге, Нарыш на юго-западе и Новое Хелетури на северо-западе.
Населённый пункт расположен в равнинной зоне Дагестан. Рельеф местности представляет собой в основном равнинную местность без резких перепадов высот. Средние высоты на территории села составляют -1 метр ниже уровня моря.
Гидрографическая сеть в основном представлена водоканалами. Так к северу от села проходит канал имени Дзержинского, к востоку Аксай-Акташский канал и к югу каналы Юзбаш и Новый Акташ.
Климат умеренный. Среднегодовая температура воздуха положительная и составляет около +10°С. Средняя температура июля +25°С, средняя температура января –2°С. Среднегодовое количество осадков составляет около 400 мм в год. Основная их часть приходится на период с апреля по июнь.

## Этимология
Герменчик образовано от тюркского «гермен/кермен» (крепость) + «чик» (маленькая).

## История
В начале 1830-х годов  помещиком Моллакай-хаджи Абакаровым с сыновьями, на земле аксаевских владетелей был основан маленький хутор. Постепенно маленькое поселение пополнялось за счет переселенцев, чьи аулы разрушались в ходе Кавказской войны. К 1860 году разросшемуся хутору был присвоен статус села.
Из-за обилия рыбы в ближайших водоёмах село первоначально было названо Чабаклы-отаром, что в переводе с кумыкского означает «рыбный хутор». Затем село было переименовано в Герменчик-тёбе по названию расположенного недалеко от села раннесредневекового поселения, появление которого учёные-археологи относят к V в. н.э.
По другим сведениям село Герменчук-Отар было основано в 1874 году.

## Население
| 1889  | 1926  | 1939  | 1959  | 1970  | 1989  | 2002  |
| ----- | ----- | ----- | ----- | ----- | ----- | ----- |
| 178   | ↗697  | ↗1045 | ↗1969 | ↗2801 | ↘1677 | ↗1987 |
| 2010  | 2012  | 2013  | 2014  | 2015  | 2016  | 2017  |
| ↗2228 | ↗2247 | ↘2224 | ↗2251 | ↗2256 | ↗2265 | ↗2290 |
| 2018  | 2019  | 2020  | 2021  | 2023  | 2024  | 2025  |
| ↘2281 | ↘2255 | ↘2248 | ↗2352 | ↗2360 | ↗2363 | ↘2344 |

Национальный состав
По данным Всесоюзной переписи населения 1926 года:
| № | Национальность | Численность, чел. | Доля |
| - | -------------- | ----------------- | ---- |
| 1 | кумыки         | 676               | 97 % |
| 2 | аварцы         | 21                | 3 %  |

По данным Всероссийской переписи населения 2021 года:	
| №        | Национальность | Численность, чел. | Доля    |
| -------- | -------------- | ----------------- | ------- |
| 1        | кумыки         | 1 705             | 72,49 % |
| 1.000001 | не указавшие   | 6                 | 0,25 %  |
| 1.000002 | прочие         | 645               | 27,42 % |
| 1.000003 | всего          | 2 352             | 100 %   |